# 9424 Hiroshinishiyama
9424 Hiroshinishiyama este un asteroid din centura principală de asteroizi.

## Descriere
9424 Hiroshinishiyama este un asteroid din centura principală de asteroizi. A fost descoperit pe 16 ianuarie 1996 la Ōizumi de Takao Kobayashi. Asteroidul prezintă o orbită caracterizată de o semiaxă mare de 2,39 ua, o excentricitate de 0,18 și o înclinație de 2,4° în raport cu ecliptica.